# Alicia de Armenia
Alicia de Armenia (1182- posterior a 1234). Sus padres fueron Rubén III, Príncipe de Armenia, e Isabel de Torón, hermana de Hunfredo IV de Torón. Su hermana Felipa de Armenia (nacida en 1183) se casó con Teodoro I Láscaris, Emperador de Nicea.
Alicia se casó en 1189 con Haitón de Sasun (que murió en 1193), señor de Mamistra.
Luego se casó en 1195 con Raimundo IV, conde de Trípoli (que murió en 1198), que era el hijo mayor de Bohemundo III de Antioquía, con el que tuvo a Raimundo Rubén de Antioquía.
Y por último contrajo matrimonio en 1220 con Vahram (que murió en 1222), señor de Corícia.